# Katharina Wyss
Katharina Wyss (* 1979 in Freiburg im Üechtland) ist eine Schweizer Filmregisseurin.

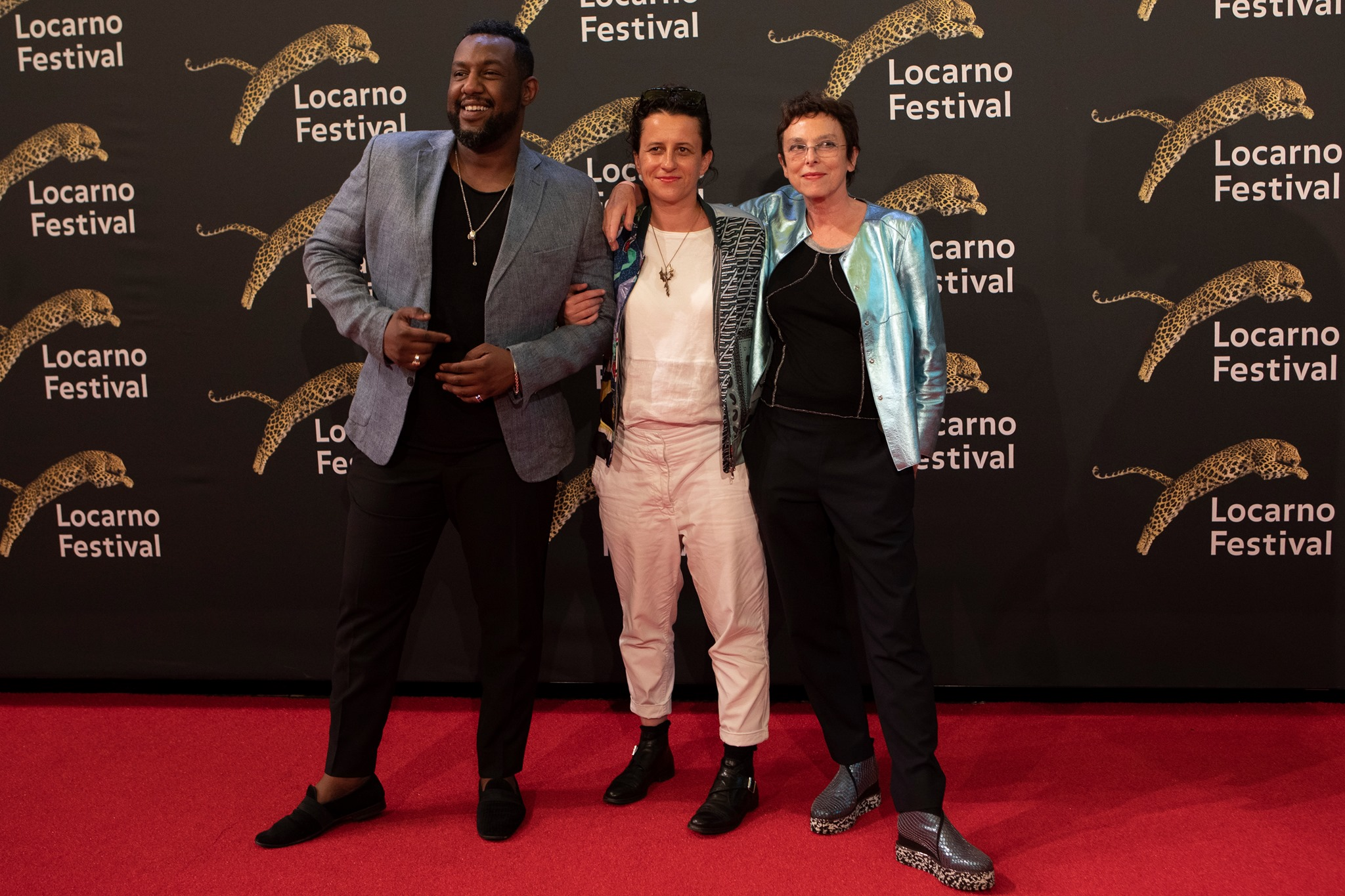
Katharina Wyss (Mitte), First Feature Jury Locarno Film Festival 2021 zusammen mit Karina Ressler und Amjad Abu Alala.

## Leben
Katharina Wyss studierte zunächst Philosophie und Filmwissenschaften in Berlin und Paris, bevor sie ein Filmstudium an der Deutschen Film- und Fernsehakademie Berlin begann. Ihr Debütfilm Sarah joue un loup-garou hatte seine Uraufführung bei den Internationalen Filmfestspielen von Venedig 2017 in der Sektion Settimana della Critica. Ihr Film wurde weltweit auf Filmfestivals gezeigt (u. a. in New York, Taipeh, Sevilla, Lima, Vilnius, Chennai, Łódź, São Paulo, Chanty-Mansijsk, Leipzig) und mehrfach nominiert und ausgezeichnet.
Im Jahr 2021 wurde sie in die First Feature Jury des 74. Locarno Film Festival eingeladen.

## Filmografie (Auswahl)
- 2008: Es war einmal ein König (Kurzfilm)
- 2009: 1000 Meilen von Taschkent (Kurzfilm)
- 2010: Minusland (Kurzfilm)
- 2017: Sarah spielt einen Werwolf (Sarah joue un loup garou)[4]

## Auszeichnungen und Nominierungen (Auswahl)
- Filmfestival Spirit of Fire 2018, Chanty-Mansijsk – Golden Taiga Award[5]
- First Steps Der Deutsche Nachwuchspreis 2018, Berlin –  Nominierung Bester Spielfilm[6]
- Achtung Berlin Film Festival 2018, Berlin – Beste Regie[7]

## Publikationen
- Gespräch Junger Schweizer Film. In: Revolver Film, Heft 45, Autor: Benjamin Heisenberg, 2022[8]
- Etwas in einem Film sichtbar zu machen, heißt, dem Ungesagten einen Namen zugeben, es zu materialisieren in der Welt. Im Gespräch mit Katharina Wyss. In: „Unsichtbares und Ungesagtes - 10 female feminist gazes“ S. 219–244 Autorin: Bernadette Kolonko, 2023[9]